# 여주여자중학교
여주여자중학교(驪州女子中學校)는 대한민국 경기도 여주시 상동에 있는 공립 중학교이다.

## 학교 연혁
- 1952년 4월 23일 : 재단법인 기동학원 설립
- 1953년 4월 4일 : 여주여자중학교 개교
- 1953년 4월 5일 : 초대 이봉구 교장 취임
- 1955년 7월 15일 : 사립학교에서 공립학교로 인가(6학급)
- 1979년 3월 1일 : 중학교와 고등학교 분리
- 2016년 3월 1일 : 일반학급 18학급, 특수학급 1학급 편성
- 2017년 2월 3일 : 제64회 졸업식(192명) (총 16,103명)
- 2020년 9월 1일 : 제28대 방헌용 교장 취임
- 2024년 1월 10일 : 제71회 졸업식(174명)
- 2024년 3월 4일 : 제74회 입학식(179명)

## 참고 자료
- 여주여자중학교 - 한국교육학술정보원 학교알리미